# Jacqueline M. Grebmeier
 (mars 2023).
Jacqueline M. Grebmeier est une écologiste américaine spécialisée en océanographie biologique polaire.

## Jeunesse et éducation
Jacqueline Grebmeier obtient son baccalauréat ès sciences en zoologie de l'Université de Californie à Davis en 1977 avant de s'inscrire à l'Université Stanford pour sa première maîtrise en biologie. À la suite de cela, elle obtient une deuxième maîtrise en affaires maritimes de l'université de Washington en 1983, puis un doctorat en océanographie biologique de l'université de l'Alaska à Fairbanks en 1987.

## Parcours professionnel
Après avoir terminé son doctorat, elle rejoint la faculté de l'Université du Tennessee en 1989. En tant que professeure associée de recherche en écologie et biologie évolutive, elle est co-responsable du projet d'une étude conjointe américano-russe sur les écosystèmes des mers de Béring et de Chukchi et conseillère auprès de la National Academy of Sciences et de la National Science Foundation. En 2000, elle est choisie par le président Bill Clinton pour siéger à la Commission de recherche sur l'Arctique afin d'élaborer et de recommander une politique nationale intégrée sur la recherche dans l'Arctique. Par la suite, elle fait partie d'une équipe étudiant la relation entre le plancton dans l'océan entourant l'Antarctique et le dioxyde de carbone dans l'atmosphère. En 2006, Jacqueline Grebmeier et ses collègues ont publié l'article fondateur "Un changement majeur de l'écosystème dans le nord de la mer de Béring" dans Science, qui démontrait les méfaits du réchauffement climatique sur l'écologie de la mer de Béring.
Jacqueline Grebmeier est nommée professeure de recherche au Centre des sciences de l'environnement de l'Université du Maryland, travaillant au Laboratoire de biologie de Chesapeake, en 2008. Pendant qu'elle occupe ce poste, elle préside le Groupe international de l'Arctique du Pacifique pour établir un observatoire biologique distribué dans l'Arctique nord-américain.
Au cours de la pandémie de COVID-19, elle alerte sur la disparition croissante de la banquise de l'Alaska et son impact significatif sur l'écosystème marin de l'Arctique.

## Récompenses et distinctions
À la suite de ses "contributions exceptionnelles et soutenues à la compréhension de l'Arctique", elle reçoit la médaille IASC 2015 et le prix Alaska Ocean Leadership Award de l'Alaska SeaLife Center. L'année suivante, elle remporte le Prix 2006 du président pour l'excellence en application de la science pour ses « contributions exceptionnelles et soutenues à la compréhension de l'Arctique ».
En 2018, elle est élue membre de l'Association américaine pour l'avancement des sciences.

## Vie privée
Jacqueline Grebmeier est marié à Lee Cooper, qui est océanographe,.